# Bucamps
Bucamps is een gemeente in het Franse departement Oise (regio Hauts-de-France). De gemeente telt 146 inwoners (2005) en maakt deel uit van het arrondissement Clermont.

## Geografie
De oppervlakte van Bucamps bedraagt 5,9 km², de bevolkingsdichtheid is 24,7 inwoners per km².
De onderstaande kaart toont de ligging van Bucamps met de belangrijkste infrastructuur en aangrenzende gemeenten.

## Demografie
Onderstaande figuur toont het verloop van het inwonertal (bron: INSEE-tellingen).